# Dicrurus atripennis
Dicrurus atripennis là một loài chim trong họ Dicruridae.